# Conferencia de Obispos Católicos de Canadá
La Conferencia de Obíspos Católicos de Canadá ((CCCB); en francés: Conférence des évêques catholiques du Canada) es la asamblea nacional de los obispos de la Iglesia Católica en Canadá. Fue fundada en 1943 y fue reconocida oficialmente por la Santa Sede en 1948. Desde el Concilio Vaticano II, pasó a formar parte de una red mundial de conferencias episcopales, establecida en 1965. Hasta 1977, se denominó Conferencia Católica Canadiense, cuando se adoptó el nombre actual.
Según sus estatutos, los obispos ejercen juntos ciertas funciones pastorales para los católicos en Canadá, respetando la autonomía de cada obispo al servicio de su iglesia particular.
A través del trabajo de sus miembros, la conferencia se involucra en asuntos de alcance nacional e internacional en áreas como el ecumenismo y el diálogo interreligioso, la justicia social, la ayuda a los países en desarrollo, la protección de la vida humana, la liturgia y la educación cristiana. También proporciona a los obispos un foro donde pueden compartir su experiencia y sus conocimientos sobre la vida de la iglesia y los principales acontecimientos que dan forma a la sociedad.
Los miembros de la conferencia incluyen a todos los obispos diocesanos en Canadá y aquellos equivalentes a ellos en la ley, todos los obispos coadjutores y obispos auxiliares. También se incluyen en la conferencia los obispos titulares de cualquier rito dentro de la Iglesia Católica que ejerzan en el territorio un cargo especial que les asigne la Sede Apostólica o la conferencia.

## Secretaría General
Para ayudarlos en su trabajo pastoral, los obispos han establecido una secretaría bilingüe permanente en Ottawa, que incluye varias oficinas y servicios.
En la sede de Ottawa del CCCB, una plantilla de unas 20 personas, entre laicos, sacerdotes y religiosos, está al servicio de los obispos.
La secretaría asiste en la coordinación de actividades e información, y en el mantenimiento de contactos con la Santa Sede y otras conferencias episcopales, así como con iglesias, comunidades eclesiales, grupos religiosos y autoridades gubernamentales a nivel nacional e internacional. También trabaja en colaboración con las cuatro asambleas episcopales regionales de Canadá.

## Comisión Episcopal y Consejo Católico aborigen
Las comisiones episcopales y un consejo están al servicio de la Conferencia Canadiense de Obispos Católicos.
Cada comisión se especializa en un área pastoral, para guiar y apoyar a los obispos en su ministerio. Impulsada por el trabajo y la experiencia de cuatro obispos y un secretario (los consultores y observadores también pueden unirse a los grupos), cada comisión estudia la actualidad, analiza las necesidades de la Iglesia en Canadá y organiza proyectos destinados a apoyar a las comunidades cristianas.
Seis de las comisiones son nacionales, formadas por obispos distribuidos equitativamente entre los sectores francés e inglés, mientras que las otras cinco se denominan "sectoriales" porque se dividen según el idioma de los obispos miembros. Tres de esas comisiones son del sector inglés, mientras que dos proceden del sector francés.
El Consejo Aborigen Católico fomenta el liderazgo aborigen en la comunidad cristiana. CCCB Publications es el brazo editorial oficial de los obispos canadienses.

## Fondo de Reconciliación Indígena
En febrero del 2022, los obispos canadienses anunciaron el establecimiento de un Fondo de Reconciliación Indígena, que aceptará contribuciones de las 73 diócesis de todo el país.
El anuncio sigue al compromiso financiero de $30 millones de la organización para apoyar iniciativas de recuperación y reconciliación para sobrevivientes de escuelas residenciales, sus familias y comunidades.
Rosella Kinoshameg, anciana de la Primera Nación No Cedida Wikwemikong de Ontario, será una de los tres directores indígenas del Fondo de Reconciliación Indígena. Ella dijo en febrero de 2022 que el fondo representaba una oportunidad para forjar nuevas relaciones entre la Iglesia Católica y los indígenas canadienses.

## Consejo Directivo
Su presidente es Raymond Poisson, obispo de Obispo de Saint Jeróme y Mont Laurier y su vicepresidente es William McGrattan.